# Arcidiocesi di Sebastopoli di Abasgia
L'arcidiocesi di Sebastopoli di Abasgia (in latino Archidioecesis Sebastopolitana in Abasgia) è una sede soppressa e sede titolare della Chiesa cattolica.

## Storia
Sebastopoli, la Dioscurias dei greci, corrispondente alla città di Sukhumi in Abcasia, è un'antica sede arcivescovile della regione dell'Abasgia (l'odierna Abcasia). Nel VI secolo l'imperatore Giustiniano I unì la sede, con la vicina Pitionte, alla provincia del Ponto Polemoniaco. Non sono noti arcivescovi di rito bizantino per questa sede, benché documentata in diverse Notitiae Episcopatuum del patriarcato di Costantinopoli.
Nel Medioevo, la città divenne un importante centro commerciale del mar Nero, luogo frequentato dai mercanti italiani, soprattutto genovesi, e dai missionari latini. Secondo alcune fonti nel 1288 due francescani vi erano stati massacrati dai Greci. Dal punto di vista politico essa apparteneva al regno georgiano ed il suo re aveva aderito alla crociata indetta dai papi contro i Turchi. Le buone disposizioni del re georgiano e forse la presenza di un convento domenicano indussero la Santa Sede ad erigere una diocesi di rito latino.
Infatti, nella bolla Redemptor noster del 1º aprile 1318, con cui papa Giovanni XXII aveva eretto la sede metropolitana di Soltaniyeh, era compresa anche la diocesi di Sebastopoli nel Chersoneso Pontico, appartenente alla nuova provincia ecclesiastica.
Una lettera del vescovo Pierre Géraud, indirizzata al clero inglese (1330), dà un'idea di quella che poteva essere la vita di un vescovo latino in queste regioni, dove coesistevano a fatica mentalità, culture e religioni diverse: viveva in povertà e solitudine ed era costretto ad assistere, senza poter intervenire, al commercio di schiavi cristiani venduti ai musulmani; la benevolenza del re georgiano gli aveva valso la costruzione di una chiesa e il possesso di un piccolo cimitero cattolico, ma anche l'ostilità del locale vescovo georgiano e di greci, musulmani ed ebrei, che in tre riprese avevano tentato di distruggere la chiesa.
La diocesi nel 1333 era entrata a far parte della provincia ecclesiastica dell'arcidiocesi di Bosporo (o Vospro). Poi della diocesi non si conosce più nulla fino al 1388, quando però la città era diventata colonia genovese, e lo sarà fino al 1455 quando i Genovesi saranno scacciati dagli Abcazi. L'ultimo vescovo noto, Giorgio de Regibus, dovette abbandonare la città, ottenendo in cambio il possesso di una chiesa nella diocesi di Torino.
Dal 1933 Sebastopoli di Abasgia è annoverata tra le sedi arcivescovili titolari della Chiesa cattolica; la sede è vacante dal 28 aprile 1969.

## Cronotassi

### Vescovi residenti
- Bernardo Moretti † (? deceduto)
- Pierre Géraud, O.P. † (3 agosto 1329 - ?)
- Robert Hyntlesham † (1388 - 1389)
- Gothus † (? deceduto)
- Berthold di Rottweil, O.P. †
- Nicolas Passeck, O.P. † (23 dicembre 1401 - ?)
- Giovanni I † (? deceduto)
- Paolo di Caffa, O.F.M. † (22 luglio 1428 - ?)
- Giovanni II † (? deceduto)
- Giorgio de Regibus, O.F.M. † (5 giugno 1450 - 1472 deceduto)

### Arcivescovi titolari
- Celestino Annibale Cattaneo, O.F.M.Cap. † (3 marzo 1936 - 15 febbraio 1946 deceduto)
- Henri-Edouard Dutoit † (23 aprile 1949 - 17 aprile 1953 deceduto)
- Luigi Cossio † (12 agosto 1955 - 3 gennaio 1956 deceduto)
- Giuseppe Paupini † (2 febbraio 1956 - 28 aprile 1969 nominato cardinale diacono di Ognissanti in Via Appia Nuova)